# Sain-Bel
Sain-Bel és un municipi francès situat al departament del Roine i a la regió d'Alvèrnia-Roine-Alps. L'any 2007 tenia 2.153 habitants.

## Demografia

### Població
El 2007 la població de fet de Sain-Bel era de 2.153 persones. Hi havia 902 famílies de les quals 284 eren unipersonals (120 homes vivint sols i 164 dones vivint soles), 241 parelles sense fills, 293 parelles amb fills i 84 famílies monoparentals amb fills.
La població ha evolucionat segons el següent gràfic:
Habitants censats

### Habitatges
El 2007 hi havia 987 habitatges, 907 eren l'habitatge principal de la família, 11 eren segones residències i 69 estaven desocupats. 534 eren cases i 452 eren apartaments. Dels 907 habitatges principals, 499 estaven ocupats pels seus propietaris, 395 estaven llogats i ocupats pels llogaters i 13 estaven cedits a títol gratuït; 20 tenien una cambra, 99 en tenien dues, 207 en tenien tres, 266 en tenien quatre i 315 en tenien cinc o més. 542 habitatges disposaven pel capbaix d'una plaça de pàrquing. A 427 habitatges hi havia un automòbil i a 376 n'hi havia dos o més.

### Piràmide de població
La piràmide de població per edats i sexe el 2009 era:
| Homes | Edats   | Dones |
| ----- | ------- | ----- |
| 0     | 95 o +  | 4     |
| 8     | 90 a 94 | 8     |
| 12    | 85 a 89 | 16    |
| 12    | 80 a 84 | 16    |
| 16    | 75 a 79 | 56    |
| 28    | 70 a 74 | 16    |
| 28    | 65 a 69 | 28    |
| 36    | 60 a 64 | 44    |
| 32    | 55 a 59 | 36    |
| 72    | 50 a 54 | 76    |
| 108   | 45 a 49 | 104   |
| 60    | 40 a 44 | 72    |
| 56    | 35 a 39 | 56    |
| 72    | 30 a 34 | 76    |
| 84    | 25 a 29 | 76    |
| 92    | 20 a 24 | 32    |
| 96    | 15 a 19 | 72    |
| 92    | 10 a 14 | 40    |
| 88    | 5 a 9   | 32    |
| 56    | 0 a 4   | 36    |

## Economia
El 2007 la població en edat de treballar era de 1.465 persones, 1.143 eren actives i 322 eren inactives. De les 1.143 persones actives 1.051 estaven ocupades (548 homes i 503 dones) i 92 estaven aturades (38 homes i 54 dones). De les 322 persones inactives 115 estaven jubilades, 122 estaven estudiant i 85 estaven classificades com a «altres inactius».

### Ingressos
El 2009 a Sain-Bel hi havia 936 unitats fiscals que integraven 2.218 persones, la mediana anual d'ingressos fiscals per persona era de 20.201 €.

### Activitats econòmiques
Dels 115 establiments que hi havia el 2007, 3 eren d'empreses extractives, 3 d'empreses alimentàries, 1 d'una empresa de fabricació d'elements pel transport, 4 d'empreses de fabricació d'altres productes industrials, 18 d'empreses de construcció, 26 d'empreses de comerç i reparació d'automòbils, 10 d'empreses de transport, 6 d'empreses d'hostatgeria i restauració, 3 d'empreses d'informació i comunicació, 6 d'empreses financeres, 7 d'empreses immobiliàries, 8 d'empreses de serveis, 14 d'entitats de l'administració pública i 6 d'empreses classificades com a «altres activitats de serveis».
Dels 32 establiments de servei als particulars que hi havia el 2009, 1 era una oficina de correu, 2 oficines bancàries, 1 taller de reparació d'automòbils i de material agrícola, 1 taller d'inspecció tècnica de vehicles, 1 autoescola, 2 paletes, 3 guixaires pintors, 2 fusteries, 4 lampisteries, 2 electricistes, 1 empresa de construcció, 2 perruqueries, 1 veterinari, 5 restaurants, 3 agències immobiliàries i 1 tintoreria.
Dels 12 establiments comercials que hi havia el 2009, 2 eren botiges de menys de 120 m², 2 fleques, 1 una carnisseria, 1 una botiga de roba, 2 botigues d'equipament de la llar, 1 una sabateria, 1 una perfumeria i 2 floristeries.
L'any 2000 a Sain-Bel hi havia 7 explotacions agrícoles que ocupaven un total de 114 hectàrees.

## Equipaments sanitaris i escolars
L'únic equipament sanitari que hi havia el 2009 era una farmàcia.
El 2009 hi havia 1 escola maternal i 1 escola elemental. Sain-Bel disposava d'un liceu d'ensenyament general amb 226 alumnes.

## Poblacions més properes
El següent diagrama mostra les poblacions més properes.